# 蒙哥馬利鎮區 (密蘇里州希科里縣)
蒙哥馬利鎮區（英語：Montgomery Township）是位於美國密蘇里州希科里縣的一個行政鎮區。

## 地方資料
蒙哥馬利鎮區的面積為107.17平方千米，當中陸地面積為106.90平方千米，而水域面積為0.27平方千米。根據2020年美國人口普查的數據，當地共有人口63人，而人口密度為每平方千米0.59人。